# Рукомет на песку
Рукомет на песку је екипни спорт у којем две екипе играју једна против друге. 

## Правила игре
Игралиште је правоугаоник дужине 27 м и ширине 12 м са подлогом од песка. Састоји се од поља за игру и два голманова простора. Голови се налазе на средини попречних линија. Унутрашња висина гола је 2 м, а ширина 3 м. Терен је обележен траком или канапом у боји. Поред спољних линија обележена је још линије на 6 метра од оба гола које су паралелне са гол-линијом. Играчи играју боси, али је дозвољено и ношење чарапа. Простор за измене се налази са бочних страна терена трена посебно за сваку екипу, а измена се врши целом дужином терена за игру. Игра се лоптама које су мањих димензија од оних за класичан рукомет израђеним од неклизајуће, стандардно наранџасте, гуме лаке су, свако их може ухватити и бацити.
Свака екипа састоји се од 4 играча у пољу и четири резерве. Екипа у одбрани има голмана и 3 играча док екипа у нападу има 4 играча. Када екипа дође у посед лопте голман излази из игре, а у игру улази четврти играч у пољу, тзв. маркер. 
Лопта се може држати 3 секунде. Дозвољено је и одбијање лопте од тла (тешко изводљиво), и спуштање лопте на тло. Ако лопта остане на тлу дуже од 3 секунде, исти играч нема право да је узме. Дозвољене су „летеће“ измене. После примљеног гола, утакмица се наставља голмановим бацањем, тј. игра се без поласка са центра.
Утакмица се игра у 2 полувремена по 10 минута, са паузом од 5 минута. Ако је једна екипа победила у оба полувремена, победила је и утакмицу. Ако је резултат након два сета 1:1 тј нерешен, победник се добија правилом „играч против голмана“. Правило „играч против голмана“ представља наизменично извођење контранапада, у коме учествују један играч и голман екипе која напада и голман екипе која се брани. У првој серији по 5 играча сваке екипе наизмјенично изводе контранападе, који се изводи тако што играч стојећи на линији свог шестерца дода лопту свом голману и трчећи према противничком голу хвата лопту коју му је бацио голман и упућује ударац. Ако је и након тога резултат нерешен контранапади се настављају по један док неко не погреши.
За погодак се могу добити 2 бода када га постигне голман или маркер те када играч постигне погодак из пируете (окрет у ваздуху за 360 степени) или цепелина (у ваздуху ухваћена лопта и упућена на гол). Сви остали погоци вриједе 1 бод. Ово правило вриједи за регуларно време и за продужетке.
Да би били избегнути прекиди игре, голманима је омогућено да, уз судијску дозволу, уведу у игру резервну лопту (по једна се налази иза сваког од голова). Тиме се омогућава континуирано играње, тј. избегавају се непотребни прекиди игре. Играч који је искључен има право повратка у игру (или замене) чим екипа која је у поседу изгуби лопту. Два искључења истог играча доводе до његове дисквалификације (са правом замене). Екипе имају право на по минут одмора у сваком од два периода игре. Меч суди двоје судија.